# Gouvernorat de Ma'rib
Le gouvernorat de Ma'rib (en arabe : مأرب Ma'rib) est un gouvernorat du Yémen. Sa capitale est Marib. En 2011, sa population atteint 288 000 habitants.

## Districts

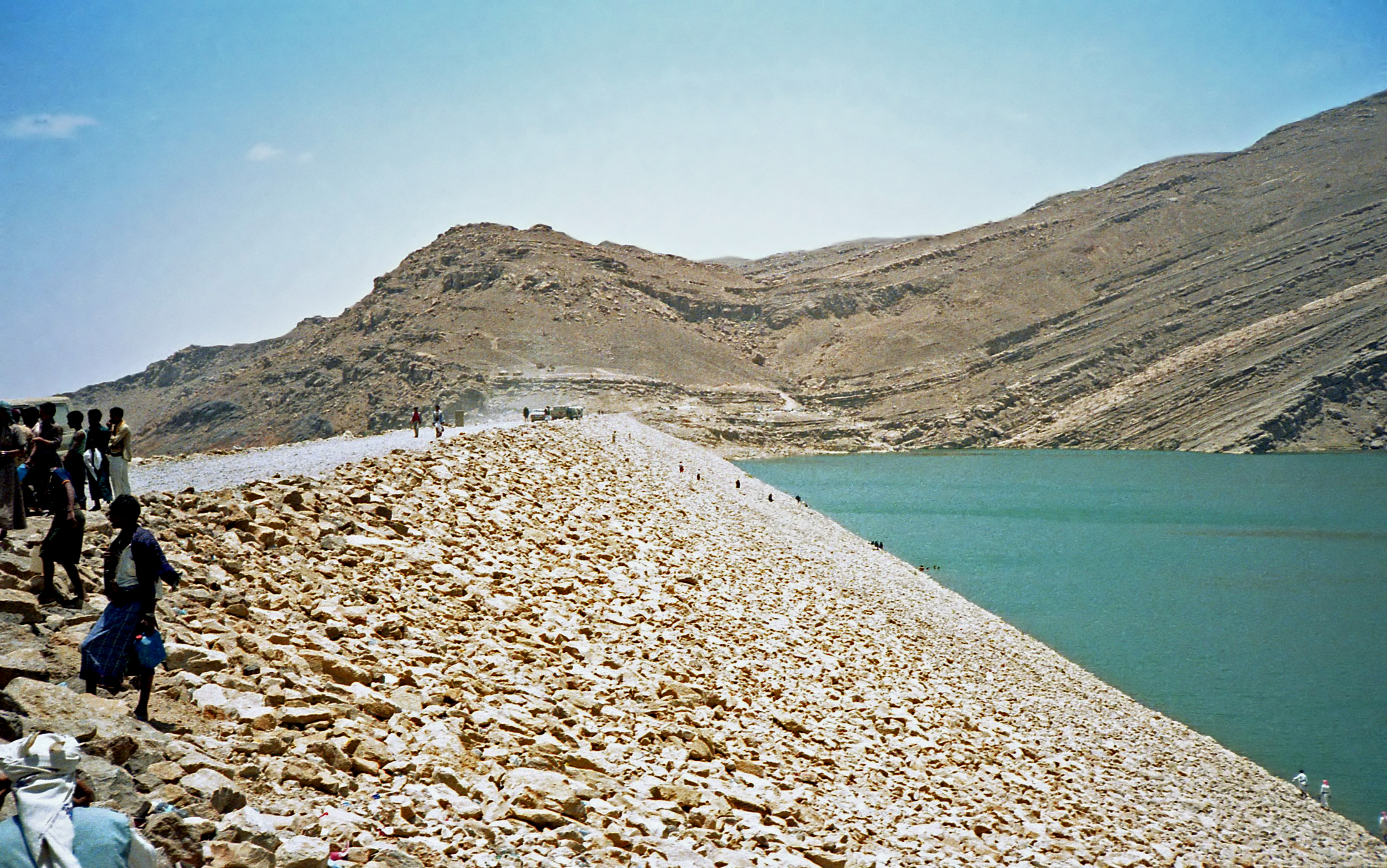
Barrage de Marib

- Al Abdiyah District
- Al Jubah District
- Bidbadah District
- Harib District
- Harib Al Qaramish District
- Jabal Murad District
- Mahliyah District
- Majzar District
- Marib District
- Marib City District
- Medghal District
- Raghwan District
- Rahabah District
- Sirwah District